# 가시꼬마이끼과
가시꼬마이끼과(Fabroniaceae)는 털깃털이끼목에 속하는 이끼과의 하나이다. 긴가시꼬마이끼(Fabronia ciliaris) 등을 포함하고 있다.

## 하위 속
- Dimerodontium
- 가시꼬마이끼속 (Fabronia)
- Ischyrodon
- Levierella
- Rhizofabronia